# Laportea aestuans
Laportea aestuans är en nässelväxtart som först beskrevs av Carl von Linné, och fick sitt nu gällande namn av Chew. Laportea aestuans ingår i släktet Laportea och familjen nässelväxter. Inga underarter finns listade i Catalogue of Life.